# Herb gminy Puszcza Mariańska
Herb gminy Puszcza Mariańska – symbol gminy Puszcza Mariańska.

## Wygląd i symbolika
Herb przedstawia na tarczy dzielonej w szachownicę: pierwsze i czwarte pole żółte, pozostałe zielone – w polu pierwszym zielone drzewo iglaste, w polu drugim żółte drzewo liściaste, natomiast w centralnej części brązowy wizerunek kościoła, a przed nim srebrną lilię heraldyczną, symbol Maryi.